# Magomedsalam Magomedov
Magomedsalam Magomedalíyevich Magomédov (en ruso: Магомедсалам Магомедалиевич Магомедов; 1 de junio de 1964) fue el Presidente de Daguestán, un sujeto federal de la Federación rusa ubicada en la región del Cáucaso septentrional. Su nombramiento por el Presidente de Rusia fue aprobado por la asamblea popular de Daguestán el 10 de febrero de 2010. Magomédov pertenece a la etnia Darguín. Su padre, Magomedalí Magomédov, ejerció como Presidente de Daguestán entre 1987 y 2006. Es su ambición declarada como presidente para consolidar y modernizar la república, contrarrestando la amenaza del extremismo islámico, en particular los intentos realizados para socavar y aterrorizar a la república por seguidores del autoproclamado Emirato del Cáucaso. Su dimisión fue aceptada por el presidente Vladímir Putin el 28 de enero de 2013.
Magomédov tiene una formación académica y claramente se diferencia de sus predecesores que eran líderes de la era soviética del Partido Comunista, adaptándose a las nuevas circunstancias. Antes de llegar a la presidencia, fue elegido vocero de la asamblea popular de Daguestán en 2006 durante el periodo de un año.